# Manuscrit Weelkes
Le Manuscrit Weelkes (British Library Add. 30485) est un recueil de pièces pour clavier compilé par le compositeur anglais Thomas Weelkes entre 1593 et 1602, probablement copié pendant ses études avec William Byrd au début des années 1590.

## Contenu
Le manuscrit contient quatre-vingt cinq pièces dont plus d'une trentaine d'œuvres de Byrd, dans d'excellents textes. Le reste des auteurs sont : Atwood, "Bickerll", Blitheman, Bull, Ferrabosco I, Harding, R. Johnson, Lassus, Marchant, Renold, Richardson, Tallis, Weelkes et van Wilder.
| no | fo   | titre                                                | compositeur                   | note                                 | incipit |
| -- | ---- | ---------------------------------------------------- | ----------------------------- | ------------------------------------ | --- |
| 1  | 2    | A pavion of Mr birde                                 | William Byrd                  | BK72a                                | La lecture audio n'est pas prise en charge dans votre navigateur. Vous pouvez télécharger le fichier audio. |
| 2  |      | The Galliard to it                                   | William Byrd                  | BK72b                                | La lecture audio n'est pas prise en charge dans votre navigateur. Vous pouvez télécharger le fichier audio. |
| 3  | 4    | Pavion mr birde                                      | William Byrd                  | BK14a                                | La lecture audio n'est pas prise en charge dans votre navigateur. Vous pouvez télécharger le fichier audio. |
| 4  |      | 3 Galliarde                                          | William Byrd                  | BK14b                                | La lecture audio n'est pas prise en charge dans votre navigateur. Vous pouvez télécharger le fichier audio. |
| 5  | 6v   | Pavion mr bird Second Paven                          | William Byrd                  | BK71a                                | La lecture audio n'est pas prise en charge dans votre navigateur. Vous pouvez télécharger le fichier audio. |
| 6  |      | The Galliarde                                        | William Byrd                  | BK71b                                | La lecture audio n'est pas prise en charge dans votre navigateur. Vous pouvez télécharger le fichier audio. |
| 7  | 8    | Quadran Paven                                        | William Byrd                  | BK70a                                | La lecture audio n'est pas prise en charge dans votre navigateur. Vous pouvez télécharger le fichier audio. |
| 8  |      | Quadran Galliard                                     | William Byrd                  | BK70b                                | La lecture audio n'est pas prise en charge dans votre navigateur. Vous pouvez télécharger le fichier audio. |
| 9  | 13v  | Care for thy soule                                   | William Byrd                  |                                      | La lecture audio n'est pas prise en charge dans votre navigateur. Vous pouvez télécharger le fichier audio. |
| 10 | 14   | If that a sinner's sighes                            | Bird                          |                                      | |
| 11 | 15   | 0 God, bat God how dare I name                       | Bird                          |                                      | |
| 12 | 16   | Shall I despaire                                     | Anonyme                       |                                      | |
| 13 | 17v  | Quadran Paven                                        |                               |                                      | |
| 14 | 19   | Galliard                                             | Anonyme                       |                                      | |
| 15 | 20v  | Pavan                                                | Marchant                      | 1611                                 | La lecture audio n'est pas prise en charge dans votre navigateur. Vous pouvez télécharger le fichier audio. |
| 16 | 21   | Galliard                                             | Anonyme                       |                                      | |
| 17 | 22   | Kinloughe                                            | Anonyme                       |                                      | |
| 18 | 23   | Kinloughe                                            | Anonyme                       |                                      | |
| 19 | 24v  | [sans titre]                                         | Anonyme                       |                                      | |
| 20 | 26   | Offetory : felix namque                              | Thomas Tallis                 |                                      | La lecture audio n'est pas prise en charge dans votre navigateur. Vous pouvez télécharger le fichier audio. |
| 21 | 31v  | Preludium                                            | William Byrd                  |                                      | La lecture audio n'est pas prise en charge dans votre navigateur. Vous pouvez télécharger le fichier audio. |
| 22 | 32   | Vpon a plaine-song [Salvator mundi (I)]              | William Byrd                  | BK68                                 | La lecture audio n'est pas prise en charge dans votre navigateur. Vous pouvez télécharger le fichier audio. |
| 23 | 33   | [sans titre] [Salvator mundi (II)]                   | William Byrd                  | BK69                                 | La lecture audio n'est pas prise en charge dans votre navigateur. Vous pouvez télécharger le fichier audio. |
| 24 | 33v  | 2 partes [Clarifica me, pater, 2 parts I]            | William Byrd                  | BK47                                 | La lecture audio n'est pas prise en charge dans votre navigateur. Vous pouvez télécharger le fichier audio. |
| 25 | 34v  | Vpon a playn-songe [Clarifica me, pater, 3 parts II] | William Byrd                  | BK48                                 | La lecture audio n'est pas prise en charge dans votre navigateur. Vous pouvez télécharger le fichier audio. |
| 26 | 35   | In nomine [Clarifica me, pater, 4 parts III]         | William Byrd                  | BK49                                 | La lecture audio n'est pas prise en charge dans votre navigateur. Vous pouvez télécharger le fichier audio. |
| 27 | 36   | ’Las que ferra                                       | Philippe van Wilder           |                                      | La lecture audio n'est pas prise en charge dans votre navigateur. Vous pouvez télécharger le fichier audio. |
| 28 | 38   | Si je me plaine                                      | Anonyme                       |                                      | |
| 29 | 41   | Pavan                                                | Bickerll                      |                                      | |
| 30 | 42   | Fancy                                                | Renold                        |                                      | |
| 31 | 43v  | Fancy                                                | Alfonso Ferrabosco            |                                      | La lecture audio n'est pas prise en charge dans votre navigateur. Vous pouvez télécharger le fichier audio. |
| 32 | 45v  | The queenes new year's gifte                         | Anonyme                       |                                      | |
| 33 | 47   | Fancy                                                | Jeams Harden                  | voir no 36                           | |
| 34 | 48v  | In nomine                                            | Alwoode                       |                                      | |
| 35 | 49   | Fancy                                                | Alfonso Ferrabosco            |                                      | La lecture audio n'est pas prise en charge dans votre navigateur. Vous pouvez télécharger le fichier audio. |
| 36 | 50   | Fancy                                                | Jeams Harden / James Hardinge |                                      | |
| 37 | 51v  | Susanne vn giour                                     | Orlando di Lasso              |                                      | La lecture audio n'est pas prise en charge dans votre navigateur. Vous pouvez télécharger le fichier audio. |
| 38 | 53v  | Galliard                                             | Tho. Weelkes                  |                                      | La lecture audio n'est pas prise en charge dans votre navigateur. Vous pouvez télécharger le fichier audio. |
| 39 | 54v  | Flat pauen                                           | [Robert ?] Jonson             |                                      | La lecture audio n'est pas prise en charge dans votre navigateur. Vous pouvez télécharger le fichier audio. |
| 40 | 55v  | In nomine                                            | Alwood                        |                                      | |
| 41 | 56   | Wakefild on a greene                                 | Anonyme                       |                                      | |
| 42 | 57v  | Lulaby                                               | Byrd                          | Inachevé                             | La lecture audio n'est pas prise en charge dans votre navigateur. Vous pouvez télécharger le fichier audio. |
| 43 | 58v  | In nomine                                            | [W.] Blytheman                | 1591                                 | La lecture audio n'est pas prise en charge dans votre navigateur. Vous pouvez télécharger le fichier audio. |
| 44 | 59   | A lesson of Mr. Tallis : two partes in one           | Thomas Tallis                 |                                      | La lecture audio n'est pas prise en charge dans votre navigateur. Vous pouvez télécharger le fichier audio. |
| 45 | 61   | Ground [Hughe Ashtons Grownde]                       | William Byrd                  | BK20                                 | La lecture audio n'est pas prise en charge dans votre navigateur. Vous pouvez télécharger le fichier audio. |
| 46 | 65   | Carman's Whistle                                     | William Byrd                  | BK36                                 | |
| 47 | 67   | Walke the Woods soe Wide                             | William Byrd                  | BK85                                 | La lecture audio n'est pas prise en charge dans votre navigateur. Vous pouvez télécharger le fichier audio. |
| 48 | 68v  | Pavan                                                | Anonyme                       |                                      | |
| 49 | 69v  | Pavan                                                | Anonyme                       |                                      | |
| 50 | 70v  | Prelude                                              | Anonyme                       |                                      | |
| 51 | 71   | Lacrimse                                             | Anonyme                       |                                      | |
| 52 | 72v  | Pavana                                               | Fardinando [Richardson]       |                                      | La lecture audio n'est pas prise en charge dans votre navigateur. Vous pouvez télécharger le fichier audio. |
| 53 | 74v  | Galliard                                             | Fardinando Richardson         |                                      | La lecture audio n'est pas prise en charge dans votre navigateur. Vous pouvez télécharger le fichier audio. |
| 54 | 75v  | Pavan                                                | Fardinando Richardson         |                                      | La lecture audio n'est pas prise en charge dans votre navigateur. Vous pouvez télécharger le fichier audio. |
| 55 | 76v  | Galliard                                             | Anonyme                       | Probablement de Richardson           | |
| 56 | 77v  | Allemande                                            | Fardinando [Richardson]       |                                      | La lecture audio n'est pas prise en charge dans votre navigateur. Vous pouvez télécharger le fichier audio. |
| 57 | 78   | Preludium                                            | D[octor John] Bull            |                                      | La lecture audio n'est pas prise en charge dans votre navigateur. Vous pouvez télécharger le fichier audio. |
| 58 | 78v  | Paven                                                | William Byrd                  | BK100a (unicum) Attribution douteuse | |
| 59 | 79   | Galiard                                              | William Byrd                  | BK100b (unicum) Attribution douteuse | |
| 60 | 79v  | Paven                                                | William Byrd                  | BK73a (unicum)                       | |
| 61 | 80b  | Galliard                                             | William Byrd                  | BK73b (unicum)                       | |
| 62 | 81v  | Fourth Paven                                         | William Byrd                  | BK30a                                | |
| 63 | 82v  | The Galliarde                                        | William Byrd                  | BK30b                                | |
| 64 | 83v  | Pavane                                               | Anonyme                       |                                      | |
| 65 | 84b  | Galliard                                             | Anonyme                       |                                      | |
| 66 | 85v  | Fancy                                                | William Byrd                  | BK62                                 | |
| 67 | 89   | [sans titre] [A Horne Pipe]                          | William Byrd                  | BK39                                 | |
| 68 | 92v  | [sans titre]                                         | William Byrd                  |                                      | |
| 69 | 95v  | Why aske you                                         | John Bull                     |                                      | La lecture audio n'est pas prise en charge dans votre navigateur. Vous pouvez télécharger le fichier audio. |
| 70 | 96v  | Callino Casturame                                    | William Byrd                  | BK35                                 | |
| 71 | 97v  | Ground                                               | Anonyme                       |                                      | |
| 72 | 101v | [sans titre] [Præludium]                             | [William Byrd]                | BK12                                 | |
| 73 | 101v | [sans titre]                                         | Anonyme                       |                                      | |
| 74 | 103v | [sans titre] A Fancie                                | William Byrd                  | BK46                                 | La lecture audio n'est pas prise en charge dans votre navigateur. Vous pouvez télécharger le fichier audio. |
| 75 | 105v | [sans titre]                                         | William Byrd                  |                                      | La lecture audio n'est pas prise en charge dans votre navigateur. Vous pouvez télécharger le fichier audio. |
| 76 | 107  | A Pavion                                             | William Byrd                  | BK23a                                | La lecture audio n'est pas prise en charge dans votre navigateur. Vous pouvez télécharger le fichier audio. |
| 77 |      | The Galliard                                         | William Byrd                  | BK23b                                | |
| 78 | 109  | [sans titre]                                         | Bird                          |                                      | La lecture audio n'est pas prise en charge dans votre navigateur. Vous pouvez télécharger le fichier audio. |
| 79 | 110  | [sans titre]                                         | Anonyme                       |                                      | |
| 80 | 112v | [sans titre]                                         | Anonyme                       |                                      | |
| 81 | 113v | [sans titre]                                         | Anonyme                       |                                      | |
| 82 | 115  | [sans titre]                                         | Anonyme                       |                                      | |
| 83 | 115v | O neighboure Robart [Lord Willobies Welcome Home]    | William Byrd                  | BK7                                  | |
| 84 | 116  | Two in one in the 5 upon Miserere                    | Anonyme                       |                                      | |
| 85 | 116v | [sans titre] gigg                                    | Anonyme                       |                                      | |